# 阿井村
阿井村（あいむら）は、島根県仁多郡にあった村。現在の奥出雲町上阿井、下阿井にあたる。廃止直前の2週間、兵庫県有馬郡藍村と共に日本の市町村名を五十音順に並べた時最初に来る村となっていた。

## 地理
- 河川：阿井川[1]、長谷川[1]、半谷川[1]、いざなみ川[1]、内谷川[1]、内尾谷川[1]、呑谷川[1]

## 歴史
- 1889年（明治22年）4月1日、町村制の施行により、仁多郡上阿井町、上阿井村、下阿井村が合併して村制施行し、阿井村が発足[2][3]。大字は上阿井、下阿井の2大字を編成した[2]。
- 1955年（昭和30年）4月15日、仁多郡三成町、阿井村、亀嵩村、三沢村、布勢村と合併し仁多町を新設して廃止された[2][3]。

## 産業
- 農業、畜産、養蚕、木材[2]